# Lotus 2-Eleven
La Lotus 2-Eleven è un'autovettura prodotta dalla casa automobilistica inglese Lotus Cars, basata sulla Lotus Exige S e presentata nel 2007.

## Tecnica
In pratica è un'Exige con un roll bar omologato dalla FIA al posto del tetto e la carrozzeria non presenta portiere per una maggiore rigidezza del telaio. Il peso totale dell'intero veicolo arriva a 670 kg, di cui 40 costituiti unicamente dalla scocca.
Di serie è equipaggiata di un propulsore di fabbricazione Toyota erogante 192 CV ma viene resa disponibile anche con un kit di potenziamento con sovralimentazione dovuta ad un compressore volumetrico Roots che ne incrementa la potenza a circa 260 CV. Il motore viene gestito da un cambio manuale a sei marce.